# Sender Rewriting Scheme
SRS (Sender Rewriting Scheme) é uma técnica para reescrever o endereço do remetente para evitar bloqueio devido a verificação do registro SPF. Como o SPF checa se os servidores do remetente estão autorizados a enviar a mensagem através do domínio declarado no cabeçalho, o envio de mensagens através de redirecionamento poderia causar uma falha no recebimento, impedindo que uma mensagem legítima fosse recebida devido a checagem do registro SPF.